# قدرت فرد
قدرت فرد (به انگلیسی: The Power of One) یک فیلم سینمایی آمریکایی در ژانر درام محصول سال ۱۹۹۲ میلادی که برداشتی آزاد از رمانی به همین نام اثر برایس کورتنای است داستان این فیلم در طول جنگ جهانی دوم در آفریقای جنوبی قرار دارد زندگی پتر فیلیپ کنت کیث، پسری انگلیسی در آفریقای جنوبی بزرگ شده را روایت می‌کند. کارگردانی و تدوین توسط جان جی آویلدسن انجام شده‌است.
ستارگان این فیلم استفان دورف، جان گیلگد، مورگان فریمن، آرمین مولر اشتال و دنیل کریگ هستند که آخری که در اولین فیلم سینمایی خود بازی می‌کند.